# Salmacis belli
Salmacis belli is een zee-egel uit de familie Temnopleuridae.
De wetenschappelijke naam van de soort werd in 1902 gepubliceerd door Ludwig Döderlein.